# Кудинов, Алексей Никифорович
Алексе́й Ники́форович Кудинов (25 марта 1937 или 1937, Михайловка, Алтайский край — 9 декабря 2022, Тверь) — советский и российский учёный, доктор физико-математических наук (1975), профессор (1976), ректор Тверского государственного университета (1986—2007), заслуженный деятель науки РФ (1997). Почётный гражданин города Твери.

## Биография
Родился 25 марта 1937 года в селе Михайловка Усть-Калманского района Алтайского края.
Окончил Томский государственный университет по специальности «Баллистика» (1959) и до 1986 года работал там же: ассистент, старший преподаватель, доцент, профессор, проректор по учебной работе.
В 1966 году защитил кандидатскую, в 1975 году — докторскую диссертацию.
С 12 сентября 1986 по 26 марта 2007 года — ректор Тверского государственного университета, заведующий кафедрой математического моделирования.
В период его руководства число специальностей высшего профессионального образования увеличилось в 3 раза, количество факультетов — в 2 раза, кафедр — в 3 раза, на физико-техническом факультете были открыты лаборатории по сопротивлению материалов и теории тонкостенных конструкций.
С 2007 года — почётный ректор Тверского государственного университета (ТвГУ).
Область научных интересов — устойчивость оболочек.
Автор более 200 научных работ, 7 изобретений. Под его руководством защищено около 20 кандидатских диссертаций. Среди его учеников доктора физико-математических наук Б. А. Люкшин, В. А. Колдунов.
Женат на Людмиле Ивановне (дев. Трефелова, род. 1937), работала научным сотрудником НИИ биологии и биофизики при ТГУ. Дети: Петр (род. 1960) и Маргарита (род. 1963).
Скончался 9 декабря 2022 года.

## Награды
- Заслуженный деятель науки РФ (1997).
- Премия Правительства РФ в области образования.
- Орден «Знак Почёта»(1981) и Почёта (2003).
- Медаль «За доблестный труд»

## Публикации
- Совм. с Л. И. Меркуловым. Основные уравнения термоупругой задачи для подкрепленной конической оболочки // Тр. НИИПММ. Томск, 1972. Т. 1; Результаты экспериментов по устойчивости оболочек при неравномерном внешнем давлении // Там же. 1974. Т. 4; Определение термоупругих напряжений и деформаций в ортотропных цилиндрических оболочках // Там же;
- Мат. моделирование критических состояний структурно-неоднородных систем // Учен. зап.: Материалы науч. конф., посвящ. 25-летию ун-та. Тверь, 1996. Т.1;
- В соавт. К вопр. о континуальном моделировании в задаче устойчивости многозвенной системы на упругих опорах // Актуальные проблемы теории пластичности и устойчивости. Тверь, 1991;
- Современное состояние и проблемы реформирования нормативно-правовой базы высшей школы России // Правовое обеспечение гос. и муниципального управления: Материалы науч. конф. Тверь, 1999;
- В соавт. Условия предельного равновесия в связанных полидисперсных средах // Физ. механика: Сб. науч. тр. Тверь, 1993;